# STS-101
STS-101 – misja wahadłowca Atlantis agencji NASA, do Międzynarodowej Stacji Kosmicznej. Był to dwudziesty pierwszy lot promu kosmicznego Atlantis i dziewięćdziesiąty ósmy programu lotów wahadłowców.

## Załoga
źródło
- James D. Halsell, Jr. (5)* dowódca (CDR)
- Scott J. „Doc” Horowitz (3), pilot (PLT)
- Mary E. Weber (2), specjalista misji 1
- Jeffrey N. Williams (1), specjalista misji 2
- James S. Voss (4), specjalista misji 3
- Susan J. Helms (4), specjalista misji 4
- Jurij W. Usaczow (3), specjalista misji 5 (Rosja)

*(liczba w nawiasie oznacza liczbę lotów odbytych przez każdego z astronautów)

## Cel misji
Trzeci lot wahadłowca na stację kosmiczną ISS – misja zaopatrzeniowo-obsługowa z modułem Spacehab-LDM.

## Przebieg misji
Start do misji STS-101 nastąpił 19 maja 2000. Data startu promu Atlantis była czterokrotnie przesuwana z powodu złych warunków atmosferycznych. Na pokładzie wahadłowca znajdowała się 7-osobowa załoga, która dowodził James D. Halsell. Pilotem wyprawy był Scott J. Horowitz. Poza nimi załogę stanowiło 5 specjalistów misji (MS - Mission Specialist): Mary E. Weber (MS-1), Jeffrey N. Williams (MS-2), James S. Voss (MS-3), Susan J. Helms (MS-4) i Jurij W. Usaczow (MS-5). W tym gronie jedynie Jeffrey Williams nie miał doświadczenia i leciał w kosmos po raz pierwszy.
Podstawowym zadaniem lotu było: połączenie na orbicie promu Atlantis z Międzynarodową Stacją Kosmiczną, dostarczenie na nią wyposażenia oraz przeprowadzenie niezbędnych prac remontowych. Ponadto astronauci mieli przygotować stację do przyjęcia modułu serwisowego Zwiezda oraz pierwszej stałej załogi. Połączenie obu obiektów kosmicznych nastąpiło 21 maja 2000. Dzień później, 22 maja, podczas spaceru kosmicznego trwającego ponad 6,5 godziny J. Williams oraz James Voss m.in. zamontowali na zewnętrznej powierzchni stacji rosyjski manipulator Strieła 2. Na pokład Międzynarodowej Stacji Kosmicznej załoga promu weszła dopiero 23 maja 2000. Podczas prac remontowych astronauci wymienili m.in. wadliwe baterie i inny osprzęt. Ponadto wykonano szereg manewrów, które podniosły orbitę stacji o ponad 70 km. 26 maja 2000 wahadłowiec odłączył się od stacji i po trzydniowym autonomicznym locie wylądował nocą na bieżni Centrum Lotów Kosmicznych imienia Johna F. Kennedy’ego.

## Parametry misji
- Masa:
  - startowa orbitera: ?  kg

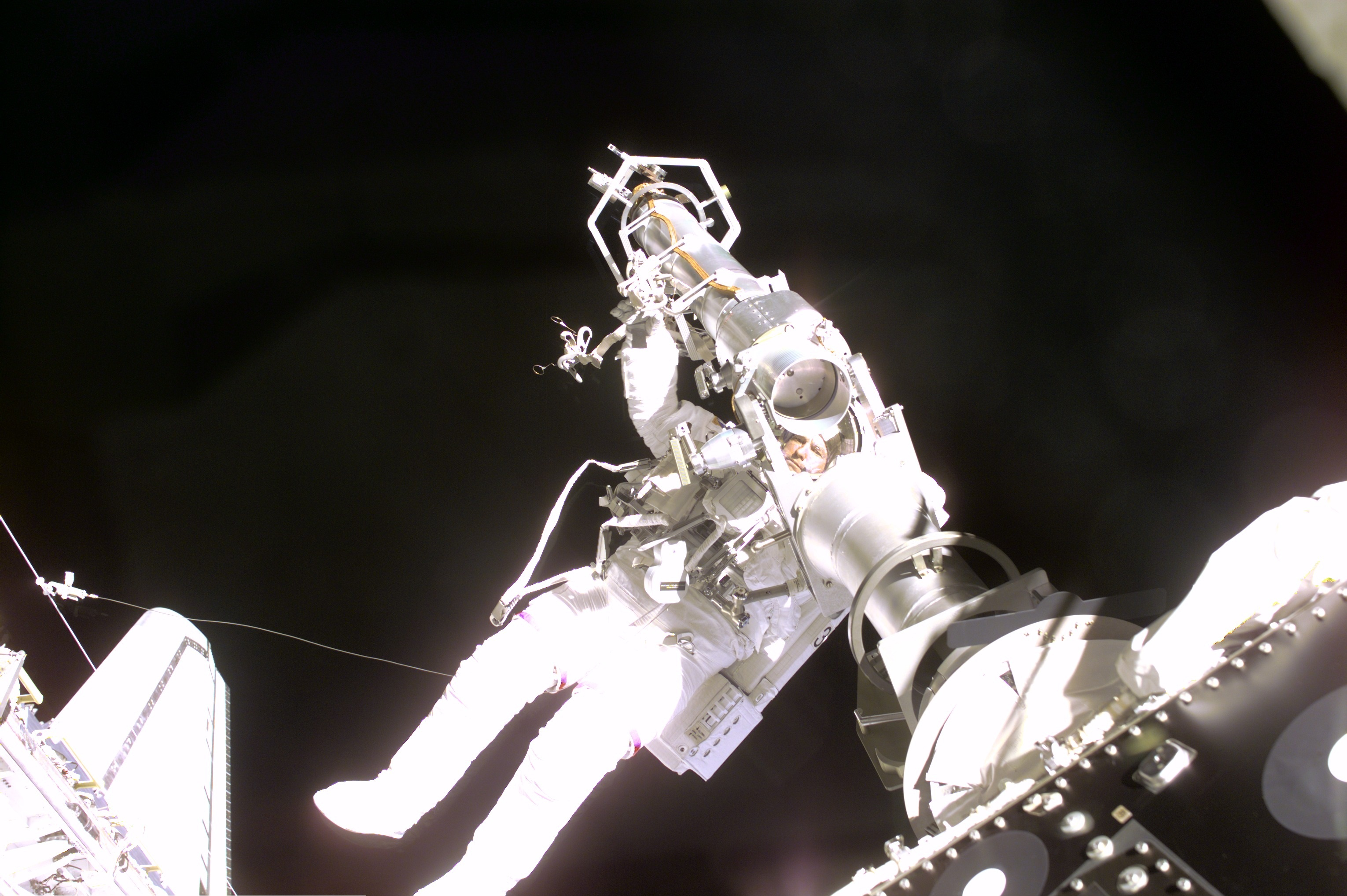
22 maja 2000. Jeffrey Williams w czasie EVA montuje rosyjski manipulator Strieła 2

  - lądującego orbitera: 100367 kg[4]
  - ładunku: 1801 kg
- Perygeum: 332 km
- Apogeum: 341 km
- Inklinacja: 51,6°
- Okres orbitalny: 91 min

## Dokowanie do ISS
- Połączenie z ISS: 19 maja 2001, 04:30:45 UTC
- Odłączenie od ISS: 26 maja 2001, 23:03:00 UTC
- Łączny czas dokowania: 5 dni 18 godzin 32 minut 50 sekund

## Spacer kosmiczny
- EVA (22 maja 2000, 6 godz. 44 min): J. Voss, J. Williams.